# Helicostoidae
Helicostoidae zijn een familie van weekdieren uit de klasse van de Gastropoda (slakken).

## Geslacht
- Helicostoa Lamy, 1926